# Okerbuikpipratiran
De okerbuikpipratiran (Mionectes oleagineus) is een zangvogel uit de familie Tyrannidae (tirannen).

## Verspreiding en leefgebied
Deze soort komt wijdverspreid voor in Midden- en Zuid-Amerika en telt zeven ondersoorten:
- M. o. assimilis: van zuidelijk Mexico tot westelijk Panama.
- M. o. parcus: oostelijk Panama, noordelijk Colombia en noordwestelijk Venezuela.
- M. o. abdominalis: noordelijk Venezuela.
- M. o. pallidiventris: noordoostelijk Venezuela en Trinidad.
- M. o. dorsalis: zuidoostelijk Venezuela.
- M. o. pacificus: zuidwestelijk Colombia en westelijk Ecuador.
- M. o. oleagineus: oostelijk Colombia, de Guyana's, noordelijk en centraal Brazilië en noordoostelijk Bolivia.

## Status
De grootte van de populatie is in 2019 geschat op 5-50 miljoen volwassen vogels. Op de Rode lijst van de IUCN heeft deze soort de status niet bedreigd.